# Malitia
Malitia, en grec ancien μαλιτία est le mot philosophique qui désigne la méchanceté, état naturel intermédiaire entre la vertu et le vice, dans la pensée de Platon. C'est l'état naturel de l'homme souillé de tous les vices chez qui la raison est assujettie à l'esclavage, la colère et la débauche. La malice est formée de deux éléments contraires, le trop et le moins. La Malitia n'est pas dans le « savoir », mais dans « l'agir ».